# Cyclustijd
Cyclustijd is een term die in allerlei vakgebieden gebruikt wordt. In processen waarin steeds hetzelfde gebeurt, is het de tijd tussen het begin van een ronde en het begin van de volgende ronde.
Het kan bijvoorbeeld gaan om de tijd dat een verkeerslichtenregeling erover doet om in een van tevoren opgestelde blokkenschema een rondje te maken. Deze tijd is een maatstaf voor de maximale wachttijd die een signaalgroep kan ondervinden. Langzame verkeersdeelnemers (fietsers en voetgangers) negeren vaak het roodsignaal als de wachttijd als te lang wordt ervaren. Over het algemeen wordt getracht de cyclustijd zo kort mogelijk te houden, bij voorkeur onder de 2 minuten.